# James Tien
James Tien är en skådespelare ifrån Guangdong, Kina. Han har arbetat för såväl Shaw Brothers som Golden Harvest och medverkat i uppåt 70 filmer.

## Bakgrund
James Tien föddes 28 maj 1942 i Guangdong. År 1958 flyttade han med familj till Hongkong men flyttade senare till Taiwan för att studerade pekingopera vid Fu Sheng Opera School i Taipei.

## Karriär
Tiens karriär startade i slutet av 60-talet då han började arbeta för Shaw Brothers. Tre år senare hade han medverkat i mer än 10 filmer och gick över till Golden Harvest där han spelade tillsammans med skådespelare som Bruce Lee, Jackie Chan, Sammo Hung och Yuen Biao. De roller Tien har spelat visar tecken på typecasting då han ofta spelar filmens antagonist i form av en ond mästare på kung fu.

## Filmografi (urval)
- 1971 – Fist of Fury
- 1971 – Big Boss
- 1976 – Hand of Death
- 1976 – Game of Death
- 1978 – Spritual Kung-Fu
- 1979 – Dragon Fist
- 1979 – Fearless Hyena
- 1980 – Half a Loaf of Kung Fu
- 1982 – Fearless Hyena Part II
- 1983 – Winners and sinners
- 1985 – Winners and sinners 2
- 1985 – Winners and sinners 3
- 1988 – Dragons Forever